# Visuelle Analogskala

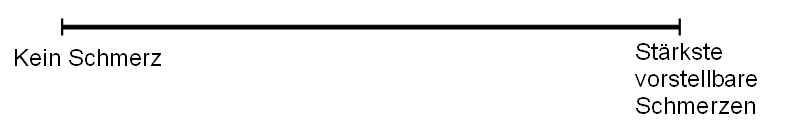
Eine visuelle Analogskala für die Frage „wie stark sind augenblicklich Ihre Schmerzen?“

Eine visuelle Analogskala (VAS) ist eine Skala zur Messung vor allem subjektiver Einstellungen.
Visuelle Analogskalen werden häufig in der Schmerzforschung und Schmerztherapie eingesetzt. Meistens handelt es sich um eine Linie, deren Endpunkte extreme Zustände darstellen, wie z. B. „kein Schmerz“ und „unerträglicher Schmerz“. Der Befragte markiert seine subjektive Empfindung durch einen vertikalen Strich auf der Linie. Der angegebene Wert wird dann durch den Befragenden als Prozentzahl oder mittels einer definierten Skala – meist von 0 bis 10 – quantifiziert. Der Befragte sieht die diskreten Skalen jedoch nicht.

## Geschichte
Erstmals wurde eine visuelle Analogskala (als grafische Ratingskala, eigentlich graphic rating method) 1921 von Hayes & Patterson als neue Methode zur Beurteilung von Arbeitern durch deren Vorgesetzte veröffentlicht; zwei Jahre später erfolgte durch Freyd eine ausführlichere Auflistung der Vor- und Nachteile visueller Analogskalen.